# بروس نزاريان
بروس نزاريان (بالإنجليزية: Bruce Nazarian)‏ هو ملحن وموسيقي ومنتج أسطوانات أمريكي، ولد في 27 مارس 1949 في ديترويت في الولايات المتحدة، وتوفي بنفس المكان في 8 أكتوبر 2015.

## وصلات خارجية
- بروس نزاريان على موقع IMDb (الإنجليزية)
- بروس نزاريان على موقع ميوزك برينز (الإنجليزية)
- بروس نزاريان على موقع ديسكوغز (الإنجليزية)